# Punt triple

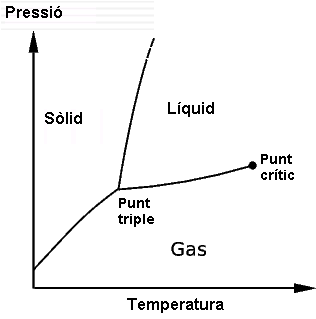
Diagrama de fases

En termodinàmica, el punt triple és aquell en el qual conviuen en equilibri l'estat de la matèria sòlid, l'estat líquid i l'estat gasós d'una substància. Es defineix amb una temperatura i una pressió (no ambiental, sinó pressió de vapor). El punt triple de l'aigua, per exemple, se situa a 273,16 kèlvins (0,01 °C) i a una pressió de 611,73 Pa (4,59 mmHg o 0,006 033 atm ITS90.

## Punt triple de l'aigua
L'única combinació de pressió i temperatura a la qual l'aigua, gel i vapor d'aigua poden coexistir en un equilibri estable es produeix exactament a una temperatura de 273,159 8 K (0,009 8 °C) i a una pressió parcial de vapor d'aigua de 611,73 pascals (6,117 3 mil·libars, 0,006 037 305 7 atm). En aquest moment, és possible canviar l'estat de tota la substància a gel, aigua o vapor arbitràriament fent petits canvis en la pressió i la temperatura. Cal tenir en compte que fins i tot si la pressió total d'un sistema està molt per sobre de 611,73 pascals (és a dir, un sistema amb una pressió atmosfèrica normal), si la pressió parcial del vapor d'aigua és 611,73 pascals, aleshores el sistema pot trobar encara al punt triple de l'aigua. Estrictament parlant, les superfícies que separen les diferents fases també han de ser perfectament planes, per evitar els efectes de les tensions de superfície.
L'aigua té un inusual i complex diagrama de fases (encara que això no afecta les consideracions generals exposades sobre el punt triple). A altes temperatures, incrementant la pressió, primer s'obté aigua líquida i, a continuació, aigua sòlida. Per sobre de 109 Pa aproximadament s'obté una forma cristal·lina de gel que és més dens que l'aigua líquida. A temperatures més baixes en virtut de la compressió, l'estat líquid deixa d'aparèixer, i l'aigua passa directament de sòlid a gas.
A pressions constants per sobre del punt triple, escalfar gel fa que es passi de sòlid a líquid i d'aquest a gas, o vapor. A pressions per sota del punt triple, com les trobades a l'espai exterior, on la pressió és propera a zero, l'aigua líquida no pot existir. En un procés conegut com a sublimació, el gel salta la fase líquida i es converteix directament en vapor quan s'escalfa.
La pressió del punt triple de l'aigua va ser utilitzada durant la missió Mariner 9 a Mart com un punt de referència per definir el nivell del mar. Missions més recents fan ús d'altimetria làser i gravimetria en lloc de la pressió atmosfèrica per mesurar l'elevació a Mart.

## Taula de punts triples
En aquesta taula s'inclouen els punts triples d'algunes substàncies comunes. Aquestes dades estan basades en els proporcionats per la National Bureau of Standards (ara NIST) dels Estats Units d'Amèrica.
| Substància          | T (K)  | P (kPa)     |
| ------------------- | ------ | ----------- |
| Acetilè             | 192,4  | 120         |
| Amoníac             | 195,40 | 6,076       |
| Argó                | 83,81  | 68,9        |
| Grafit              | 3 900  | 10 100      |
| Diòxid de carboni   | 216,55 | 517         |
| Monòxid de carboni  | 68,10  | 15,37       |
| Deuteri             | 18,63  | 17,1        |
| Età                 | 89,89  | 8 × 10-4    |
| Etilè               | 104,0  | 0,12        |
| Heli 4              | 2,19   | 5,1         |
| Hidrogen            | 13,84  | 7,04        |
| Clorur d'hidrogen   | 158,96 | 13,9        |
| Mercuri             | 234,2  | 1,65 × 10-7 |
| Metà                | 90,68  | 11,7        |
| Neó                 | 24,57  | 43,2        |
| Monòxid de nitrogen | 109,50 | 21,92       |
| Nitrogen            | 63,18  | 12,6        |
| Òxid de dinitrogen  | 182,34 | 87,85       |
| Oxigen              | 54,36  | 0,152       |
| Pal·ladi            | 1 825  | 3,5 × 10-3  |
| Platí               | 2 045  | 2,0 × 10-4  |
| Diòxid de sofre     | 197,69 | 1,67        |
| Titani              | 1 941  | 5,3 × 10-3  |
| Hexafluorur d'urani | 337,17 | 151,7       |
| Aigua               | 273,16 | 0,61        |
| Xenó                | 161,3  | 81,5        |
| Zinc                | 692,65 | 0,065       |